# 곡송초등학교
곡송초등학교는 대한민국 경상북도 김천시 감문면 태촌리에 있었던 공립 초등학교이다.

## 학교 연혁
- 1929년 9월 2일 곡송공립보통학교(4년제) 개교(6월 13일)
- 1938년 4월 1일 곡송공립심상소학교 개칭
- 1939년 4월 1일 6년제로 개편
- 1941년 4월 1일 곡송공립국민학교 개칭
- 1981년 3월 1일 병설유치원 개원
- 1991년 3월 1일 광덕분교장 편입
- 1993년 3월 1일 광덕분교장 통폐합
- 1996년 3월 1일 곡송초등학교로 개칭
- 2003년 1월 12일 강당, 교실 각 2칸 증축
- 2013년 3월 1일 폐교 (위량초등학교에 통합)[1]

## 학교 동문
진창현 : 현악기제작자, 동양의 스트라디바리우스
이철우 (1955년) : 정치인, 민선 7·8기 경상북도지사